# V4641 Sagittarii
V4641 Sagittarii är en röntgendubbelstjärna i den mellersta delen av stjärnbilden Skytten. Den har en högsta skenbar magnitud av 9,0 och kräver ett teleskop för att kunna observeras. Baserat på parallax enligt Gaia Data Release 2 på 0,151 mas beräknas den befinna sig på ett avstånd på ca 22 000 ljusår (ca 6 600 parsek) från solen. Stjärnan är källan till en av de snabbaste superluminala jetstrålarna i Vintergatan.

## Observation
År 1999 avslöjade ett våldsamt röntgenutbrott att V4641 Sagittarii innehåller ett svart hål. På den tiden ansågs det vara det närmaste kända svarta hålet till jorden, på ett avstånd av cirka 1 600 ljusår (490 parsec). Senare observationer visade att den var mycket längre bort och rapporterades 2001 till mellan 7,4 och 12,31 kpc, 6,2 kpc 2014, och runt 6,6 kpc enligt Gaia Data Release 2-parallaxen.

## Egenskaper
Primärstjärnan V4641 Sagittarii är en blå jättestjärna  av spektralklass av B9 III. Den har en massa motsvarande ca 2,9 solmassor, en radie motsvarande ca 5,3 solradier  och utsänder energi från dess fotosfär av ca  gånger solen vid en effektiv temperatur av ca 10 300 K.

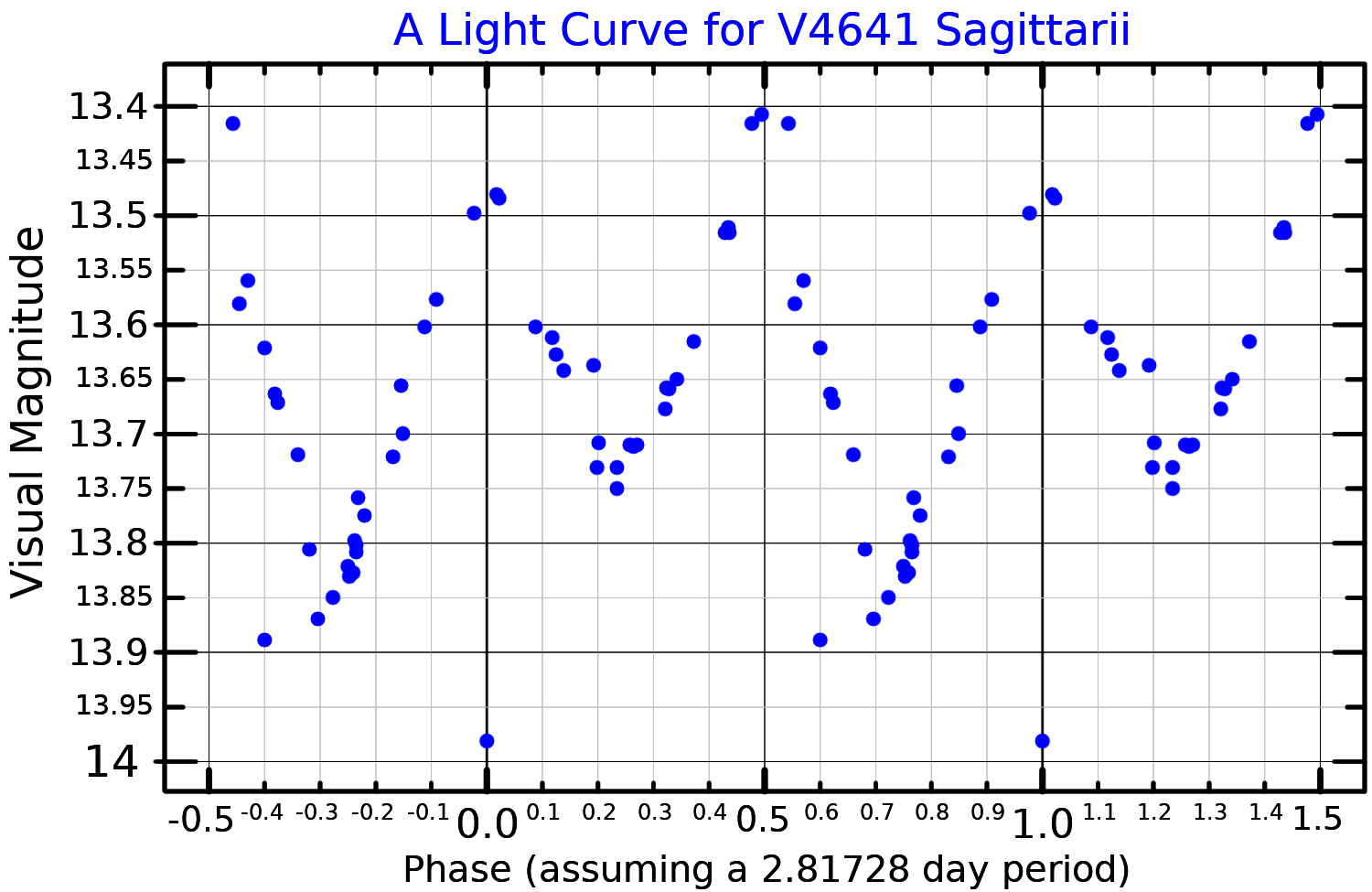
Ljuskurva i synliga bandet för V4641 Sagittarii plottade från Goranskij (20021).

Stjärnan i det binära systemet kretsar kring ett svart hål ungefär dubbelt så massivt (ca 6,4 solmassor) med en omloppsperiod av 2,82 dygn. Stjärnan är förvrängd, vilket orsakar variationer i dess ljusstyrka när den kretsar och roterar. Den förmörkas också något av en ackretionsskiva runt det svarta hålet. Systemet producerar vanligtvis inte någon stor mängd röntgenstrålning, utan genomgår utbrott då röntgenljusstyrkan ökar på grund av ansamling på det svarta hålet som driver superluminala jetstrålar.